# Sandseten
Der Sandseten (norwegisch für Sandsitz) ist ein flacher Berg im ostantarktischen Königin-Maud-Land. Er ragt 1,5 km südlich des Krakken und unmittelbar südwestlich des Gneysovaya Peak in der Westlichen Petermannkette des Wohlthatmassivs auf.
Entdeckt und anhand von Luftaufnahmen kartiert wurde er bei der Deutschen Antarktischen Expedition 1938/39 unter der Leitung des Polarforschers Alfred Ritscher. Weitere Kartierungen erfolgten anhand von Luftaufnahmen und Vermessungen der Dritten Norwegischen Antarktisexpedition (1956–1960), deren Teilnehmer auch die deskriptive Benennung vornahmen.